# Dipartimento internazionale del Comitato centrale del PCUS
Il Dipartimento internazionale del Comitato centrale del PCUS fu un reparto del Comitato centrale del Partito Comunista dell'Unione Sovietica.

## Storia
Fu attivo con differenti denominazioni a partire dal 1943, all'indomani dello scioglimento del Comintern. Nel 1957 venne suddiviso in due distinti dipartimenti, uno relativo ai rapporti con i partiti comunisti operanti nei Paesi socialisti e uno relativo ai rapporti con i partiti comunisti operanti nei Paesi capitalisti. Nel 1988, con la soppressione del primo, quest'ultimo tornò ad assumere la denominazione di Dipartimento internazionale.

## Dirigenti

### Dipartimento internazionale
- Georgi Dimitrov (1943-1945)
- Michail Suslov (1946-1949)
- Vagan Grigor'jan (1949-1953)
- Michail Suslov (1953-1954)
- Vasilij Stepanov (1954-1955)
- Boris Ponomarëv (1955-1957)

### Dipartimento per i rapporti con i partiti comunisti dei Paesi socialisti
- Jurij Andropov (1957-1967)
- Konstantin Rusakov (1968-1972)
- Konstantin Katušev (1972-1977)
- Konstantin Rusakov (1977-1986)
- Vadim Medvedev (1986-1988)

### Dipartimento per i rapporti con i partiti comunisti dei Paesi capitalisti
- Boris Ponomarëv (1957-1986)
- Anatolij Dobrynin (1986-1988)
- Valentin Falin (1988-1991)